# Жозеф Жером Лефрансуа де Лаланд
Жозеф Жером Лефрансуа де Лаланд (фр. Joseph Jérôme Lefrançois de Lalande; 11 липня 1732 — 4 квітня 1807) — французький астроном, член Паризької АН (1753).

## Життєпис
Родився в Бург-ан-Бресс. Освіту здобув у Ліонському єзуїтському колежі, потім вивчав юриспруденцію в Парижі, слухав лекції Ж.-Н.Деліля з астрономії в Колеж-Ройяль. З 1753 — астроном Паризької АН, з 1761 — професор астрономії в Колеж-Ройяль.
Наукові роботи відносяться до позиційної астрономії. У 1751—1752 виконав у Берлінській обсерваторії (одночасно з Н. Л. Лакайлем, котрий перебували в той час у Південній Африці) спостереження Місяця і планет з метою визначення місячного й сонячного паралаксів. Розробив метод обліку несферичності Землі при обчисленні місячного паралакса. Обчислив спільно з А. К. Клеро момент повернення комети Галлея в 1759. Організував спостереження проходження Венери по диску Сонця в 1769 і обробив ці спостереження. Протягом 1788—1803 виконав спостереження положень понад 47000 зірок, які поряд зі спостереженнями Ф. В. Бесселя 1821—1833 послужили першою епохою для майбутніх визначень власних рухів зірок. Провів велику роботу щодо поліпшення астрономічних таблиць у французькому астрономічному щорічнику «Connaissance des temps», редактором якого був у 1760—1776 і 1794—1807.

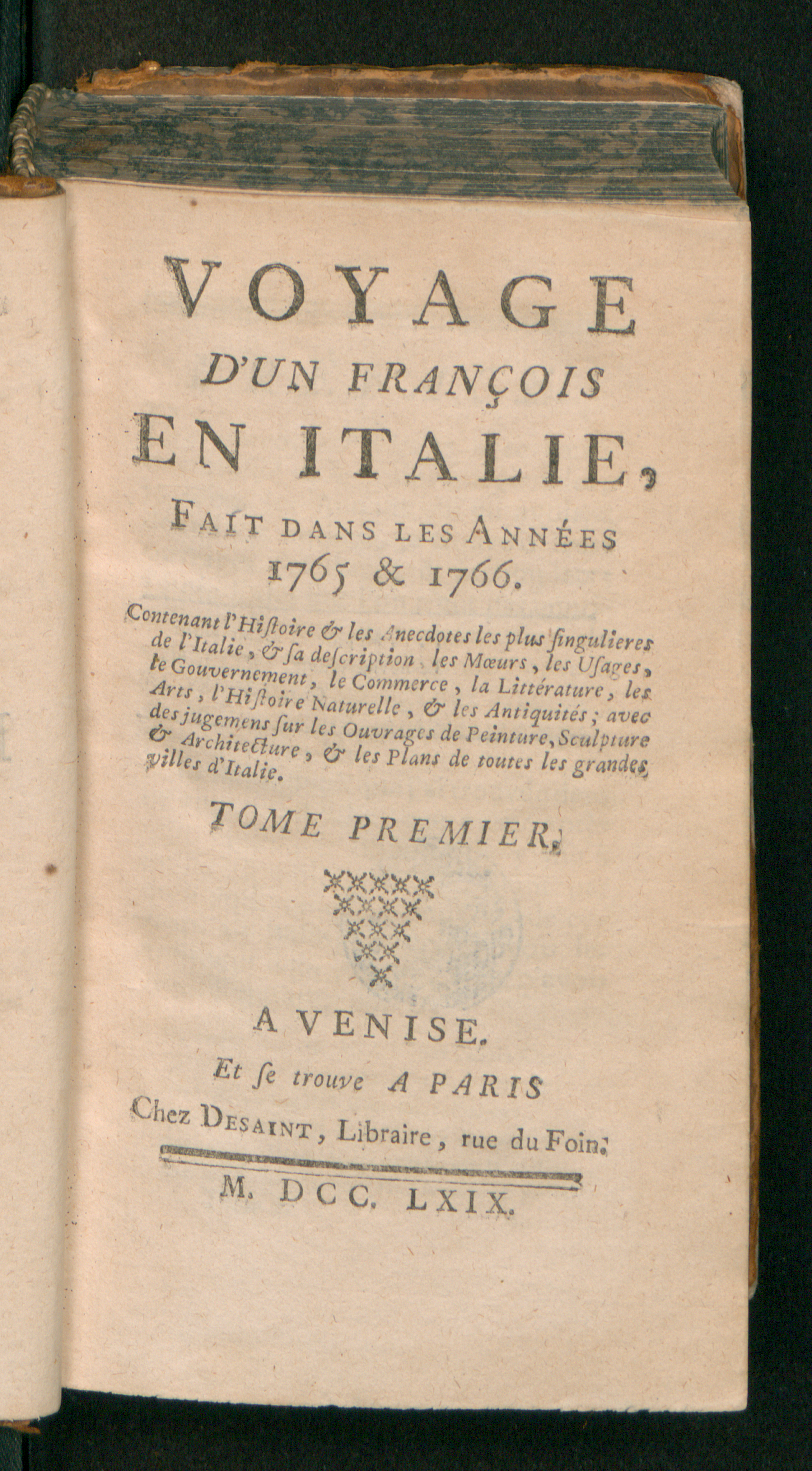
Voyage d'un françois en Italie, fait dans les années 1765 et 1766. Tome premier, 1769

Лаланд був чудовим педагогом (серед його учнів в Колеж-Ройяль — Ж. Б. Деламбр, Дж. Піацці). Автор відомих підручників і популярних книг з астрономії. У 1802 заснував щорічну нагороду за найвищі досягнення в астрономії, яку присуджує Паризька АН (Премія Лаланда).
Член Берлінської АН (1751) і Лондонського королівського товариства (1763), іноземний почесний член Петербурзької АН (1764).